# Alan Ford
Alan Ford (Panamá, 7 de diciembre de 1923-3 de noviembre de 2008) fue un nadador estadounidense de origen panameño especializado en pruebas de estilo libre, donde consiguió ser subcampeón olímpico en 1948 en los 100 metros.

## Carrera deportiva
En los Juegos Olímpicos de Londres 1948 ganó la medalla de plata en los 100 metros estilo libre, con un tiempo de 57.8 segundos, tras su compatriota Wally Ris (oro con 57.3 segundos que fue récord olímpico) y por delante del húngaro Géza Kádas (bronce con 58.1 segundos).